# Pop Iván
A Pop Iván (ukránul Піп Іван [Pip Ivan], lengyelül Pop Iwan) hegycsúcs Ukrajna Ivano-frankivszki területén, a Keleti-Kárpátokban, a Csornahorában. 2028,5 m-es tengerszint feletti magasságával a Máramarosi-havasok harmadik legmagasabb, egyben Ukrajna 2. legmagasabb csúcsa, a Hoverla után.

## Etimológia
A Révai nagy lexikona Pop Iván néven említi. Iván pap havasa néven magyarosított változata valószínűleg 1940 körül született több más kárpátaljai és máramarosi helynév magyarosításával egyidejűleg.

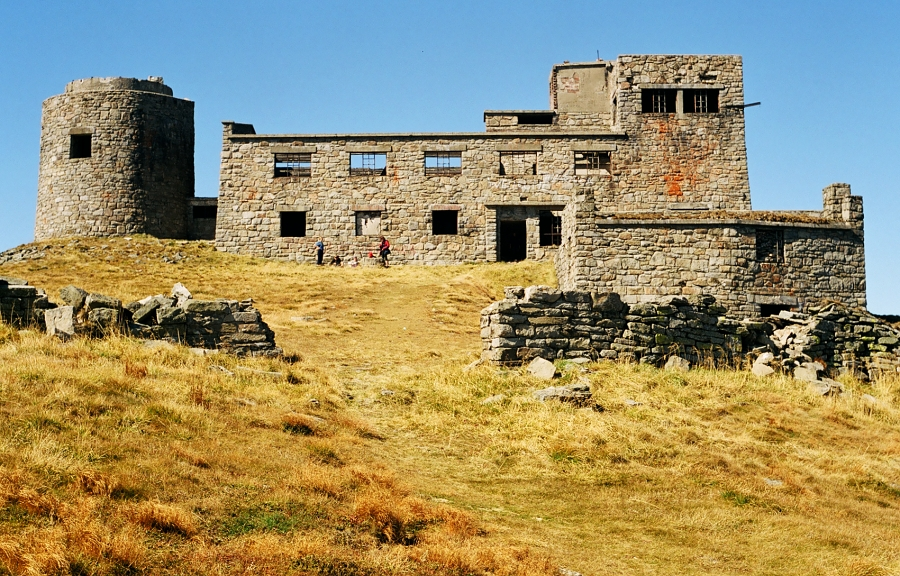
A Pop Iván-i obszervatórium romjai

## Kultúra
A Pop Iván hegycsúcs többször szerepel Bodor Ádám Sinistra körzet című regényében, amely a román-ukrán határ közelében játszódik egy pontosan meg nem határozott helyen az Északkeleti Kárpátokban.